# Ткачен (залив)
Ткачен — залив Берингова моря на южном побережье Чукотского полуострова. Административно находится на территории Провиденского района Чукотского автономного округа. Включён в состав охраняемой природной территории, Провиденский участок национального парка Берингия.
На побережье залива расположено село Новое Чаплино. К югу от залива находится покинутый посёлок Кивак и термоминеральные Кивакские источники.
Вход в залив с Тихого океана находится между мысами Сиволькут (Правый Входной) и мысом Черкасского.